# Ебензе
Ебензе (на немски: Ebensee am Traunsee) е селище в Централна Австрия, окръг Гмунден на провинция Горна Австрия. Разположен е на южния бряг на езерото Траунзе. Надморска височина 443 m. Има жп гара. Население 7501 души от преброяването към 2023 г.